# Michael Lerner
Michael Charles Lerner (ur. 22 czerwca 1941 w Nowym Jorku, zm. 8 kwietnia 2023 w Burbank) – amerykański aktor charakterystyczny, specjalizujący się w rolach brutalnych łobuzów z ponadprzeciętną inteligencją.

## Życiorys
Urodził się w nowojorskim Brooklynie w rodzinie Żydów rumuńskich jako syn Blanche i George’a Lernera, rybaka i handlarza antykami. Pracował w nowojorskich delikatesach swojej rodziny, gdy uczęszczał do szkoły średniej i podczas studiów. Otrzymał stypendium Fulbrighta, aby studiować w London Academy of Music and Dramatic Arts. Zanim zadebiutował na ekranie w komediodramacie Paula Mazursky’ego Alex w Krainie Czarów (1970), dołączył do American Conservatory Theatre w San Francisco. Był nominowany do Oscara dla najlepszego aktora drugoplanowego za rolę Jacka Lipnicka w komediodramacie braci Coen Barton Fink (1991). W 2002 wystąpił na londyńskim West Endzie w sztuce Up for Grabs z Madonną. Wieloletni profesor literatury w San Francisco State College.

## Filmografia

### Filmy
- 1970: Alex w Krainie Czarów jako Leo
- 1972: Kandydat jako Paul Corliss
- 1977: Druga strona północy jako Barbet
- 1981: Listonosz zawsze dzwoni dwa razy jako Katz
- 1982: W krzywym zwierciadle: Zlot absolwentów jako dr Robert Young
- 1989: Noce Harlemu jako Bugsy Calhoune
- 1991: Barton Fink jako Jack Lipnick
- 1991: Omen IV: Przebudzenie jako Earl Knight
- 1993: Amos i Andrew jako Phil Gillman
- 1994: Droga do Wellville jako Goodloe Bender
- 1994: Zabójcze radio jako porucznik Cross
- 1994: Kolonia karna jako Warden
- 1995: Pożar uczuć jako Perry
- 1995: Bez odwrotu jako Frank Serlano
- 1997: Piękna i Borys Bestia jako Jerry Miller
- 1997: Na dobre i złe jako Phillip Kleinman
- 1998: Sejfmeni jako Big Fat Bernie Gayle
- 1998: Godzilla jako major Ebert
- 1998: Celebrity jako dr Lupus
- 1998: Opowieść o mumii jako profesor Marcus
- 1999: Mój przyjaciel Marsjanin jako pan Channing
- 2001: Ptaszek w klatce jako doktor Stan York
- 2002: 101 dalmatyńczyków II. Londyńska przygoda jako producent (głos)
- 2003: Elf jako Fulton Greenway
- 2004: Mleczarz jako Artie Cohen
- 2006: Miłość i inne nieszczęścia jako Marvin Berstein
- 2006: Akademia tajemniczych sztuk pięknych jako handlarz dziełami sztuki
- 2007: Święta Dennisa Rozrabiaki jako pan Souse
- 2009: Poważny człowiek jako Solomon Schlutz
- 2012: Królewna Śnieżka jako baron
- 2014: X-Men: Przeszłość, która nadejdzie jako senator Brickman

### Seriale
- 1963: Doktor Kildare jako dr Brown
- 1972: Ulice San Francisco jako Lou Watkins
- 1972: Ironside jako Adrian ojciec
- 1974: M*A*S*H jako kapitan Bernie Futterman
- 1975: Starsky i Hutch jako Gruby Rolly
- 1976: Sierżant Anderson jako Guidera
- 1978: Kojak jako dr Samuel Fine
- 1978: Wonder Woman jako Ashton Ripley
- 1980: Barnaby Jones jako Albert Kruger
- 1983: Posterunek przy Hill Street jako Rollie Simone
- 1985: MacGyver jako Gartner
- 1985: Drużyna A jako Jerry
- 1987: Niesamowite historie jako pan Marvin
- 1988: McCall jako Amar
- 1993: Opowieści z krypty jako pan Byrd
- 1996–1997: Słodkie zmartwienia jako Mel Horowitz